# Yard
Yard (tiếng Việt đọc như "Y-át", hay còn gọi là thước Anh; tiếng Anh đọc /jɑrd/; viết tắt: yd) hay mã là một đơn vị chiều dài trong một số hệ đo lường khác nhau, bao gồm Hệ đo lường Anh và Hệ đo lường Mỹ. Kích thước mà nó đại diện có thể thay đổi tùy theo từng hệ đo lường. Yard được sử dụng phổ biến nhất ngày nay là yard quốc tế với định nghĩa bằng 0,9144 mét.
Yard được dùng làm đơn vị đo chiều dài sân trong trò chơi bóng đá của Mỹ và Canada (mặc dù Canada đã chính thức sử dụng hệ mét).
Đơn vị diện tích tương ứng là yard vuông hay thước Anh vuông.

## Quy đổi ra các đơn vị chiều dài khác
1 yard quốc tế bằng:
- 0,5 fathom (1 fathom bằng 2 yard)
- 3 feet (1 foot bằng một phần ba yard)
- 36 inch
- 0,9144 mét (1 mét bằng khoảng 1,0936 yard quốc tế)

Yard trước đây được phân chia theo tỷ lệ nhị phân thành hai, bốn, tám, và mười sáu phần gọi là half-yard (nửa yard), span (gang tay), finger (ngón tay), và nail (móng tay). Hai yard là một fathom (sải).

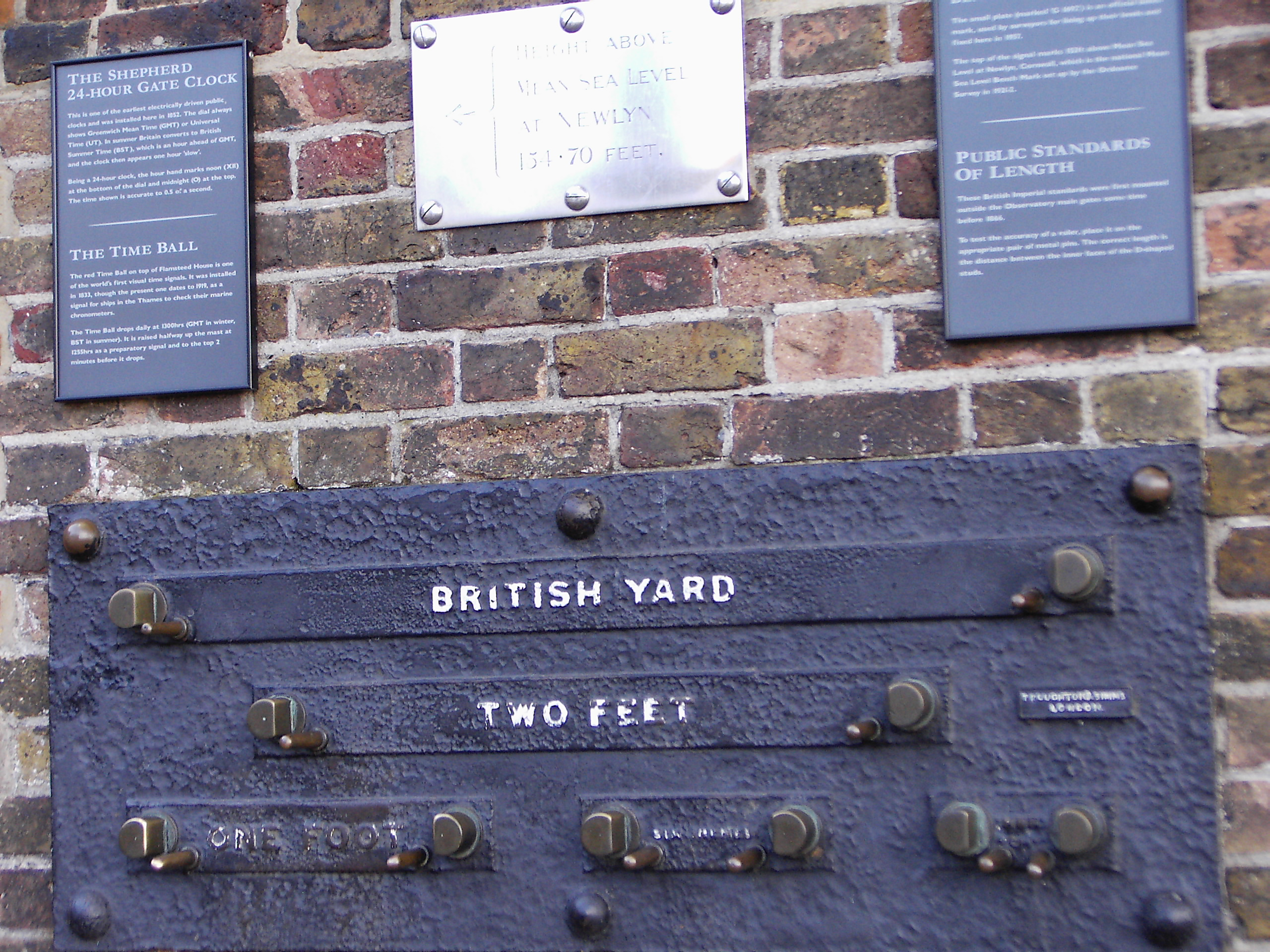
Mẫu chuẩn trên tường của Đài Thiên văn Hoàng gia Greenwich, London, Vương quốc Anh cho thấy các số đo chiều dài - 1 yard (3 feet), 2 feet, 1 foot, 6 inches (1/2 foot), và 1 inch.